# Ritratto di Maffeo Barberini
Il ritratto di Maffeo Barberini è un dipinto attribuito a Caravaggio da Roberto Longhi nel 1963. Databile intorno al 1598, è conservato in una collezione privata di Firenze.
L'opera mostra un giovane Maffeo Barberini (futuro cardinale e poi papa col nome di Urbano VIII), membro di un'illustre famiglia fiorentina. 
Un ulteriore ritratto di Maffeo Barberini è stato attribuito anch'esso al Caravaggio.